# Schistura desmotes
Schistura desmotes är en fiskart som först beskrevs av Fowler, 1934.  Schistura desmotes ingår i släktet Schistura och familjen grönlingsfiskar. IUCN kategoriserar arten globalt som livskraftig. Inga underarter finns listade i Catalogue of Life.